# Oriane Jean-François
Pour les articles homonymes, voir Jean-François.
Oriane Jean-François, née le 14 août 2001 à Saint-Laurent-du-Maroni en Guyane, est une footballeuse internationale française évoluant au poste de milieu de terrain au Chelsea FC.

## Biographie

### Carrière en club
Oriane Jean-François commence le football au Cosma Foot de Saint-Laurent-du-Maroni dès l'âge de 6 ans. En août 2016, elle quitte la Guyane et rejoint à 15 ans le pôle espoir de Tours. Elle s'engage dans le même temps avec le FCF Juvisy où elle évolue en catégorie U16.
Le 30 mars 2019, la milieu de terrain débute en D1 avec le Paris FC face à Dijon et connait ensuite sa première titularisation contre Montpellier le 24 avril 2019. Oriane Jean-François intègre définitivement l'équipe première à partir de la saison 2019-2020 et signe le 17 octobre 2019 son premier contrat professionnel d'une durée de trois ans avec le club de la capitale.
En octobre 2023, elle subit une rupture partielle du ligament croisé antérieur au genou droit lors d'un match de Ligue des champions contre Manchester United, ce qui la prive de compétition pour plusieurs mois.

### Carrière en sélection
Elle est appelée pour la première fois en équipe de France des moins de 16 ans en 2017.
À l'été 2019, elle remporte le championnat d'Europe avec l'équipe de France U19 en Écosse.
Le 5 juin 2025, elle figure dans la liste des 23 joueuses retenues par Laurent Bonadei pour disputer le Championnat d'Europe en Suisse.

## Statistiques
| Saison                | Club                  | Championnat           | Championnat | Championnat | Coupe(s) nationale(s) | Coupe(s) nationale(s) | Compétition(s) continentale(s) | Compétition(s) continentale(s) | Compétition(s) continentale(s) | France | France | Total | Total |
| Saison                | Club                  | Division              | M.          | B.          | M.                    | B.                    | Comp.                          | M.                             | B.                             | M.     | B.     | M.    | B.    |
| 2018-2019             | Paris FC              | Division 1            | 5           | 0           | 0                     | 0                     | -                              | -                              | -                              | -      | -      | 5     | 0     |
| 2019-2020             | Paris FC              | Division 1            | 10          | 0           | 1                     | 0                     | -                              | -                              | -                              | -      | -      | 11    | 0     |
| 2020-2021             | Paris FC              | Division 1            | 19          | 0           | 0                     | 0                     | -                              | -                              | -                              | 1      | 0      | 20    | 0     |
| 2021-2022             | Paris FC              | Division 1            | 13          | 1           | 2                     | 0                     | -                              | -                              | -                              | -      | -      | 15    | 1     |
| 2022-2023             | Paris Saint-Germain   | Division 1            | 21          | 1           | 5                     | 0                     | WCL                            | 10                             | 0                              | 2      | 0      | 38    | 1     |
| 2023-2024             | Paris Saint-Germain   | Division 1            | 3           | 0           | 1                     | 0                     | WCL                            | 1                              | 0                              | 2      | 0      | 7     | 0     |
| Total sur la carrière | Total sur la carrière | Total sur la carrière | 71          | 2           | 9                     | 0                     | -                              | 11                             | 0                              | 5      | 0      | 96    | 2     |

## Palmarès

### En club
Chelsea Ladies
- Championne d'Angleterre en 2025

### En sélection
Avec l'équipe de France -19 ans, Oriane Jean-François remporte l'Euro en 2019.